# Operazione Redwing
La serie di test nucleari denominata Operazione Redwing si riferisce alle detonazioni nucleari condotte dagli Stati Uniti d'America negli atolli di Bikini e di Enewetak, nelle Isole Marshall, tra il 4 maggio e il 21 luglio del 1956.
L'operazione, che si colloca cronologicamente tra due serie di test nucleari svolte presso il Nevada Test Site, ossia il Project 56 e il Project 57, fu condotta dalla Commissione per l'energia atomica degli Stati Uniti d'America e le forze armate ebbero solo un ruolo di supporto. In particolare la conduzione fu affidata alla Joint Task Force 7 (JTF7), un'unità interdipartimentale (un'omonima della quale era già stata attivata il 18 ottobre 1947, in occasione dei preparativi dell'Operazione Sandstone) resa permanente dopo l'Operazione Castle il cui comandante rispondeva sia allo Stato maggiore congiunto che alla Commissione per l'energia atomica.
La serie fu di gran lunga la più ambiziosa di quelle condotte fino ad allora, basti pensare che il numero di ordigni di cui era stata prevista l'esplosione, ossia 17, era uguale alla somma di tutti quelli fatti detonare nelle cinque precedenti operazioni condotte nelle Isole Marshall e in tutto il Pacific Proving Grounds sebbene comunque nessuna delle bombe esplose fu potente come quelle della precedente Operazione Castle, svolta nella primavera del 1954. In totale, l'energia rilasciata dagli ordigni esplosi nel corso della serie di test fu di 20.820 kt, il che fa dell'Operazione Redwings la quarta serie di test in ordine di energia totale rilasciata tra quelle effettuate dagli Stati Uniti d'America.

## Scopo
Lo scopo principale dell'Operazione Redwing fu quello di testare nuove armi termonucleari di seconda generazione ma furono comunque testati anche ordigni a fissione che avrebbero potuto essere impiegati come stadio primario negli ordigni termonucleari o come piccole armi tattiche per la difesa aerea.
Di particolare interesse fu poi il test Cherokee, in cui una bomba termonucleare fu lanciata da un aeroplano. Considerando che Mike, il primo dispositivo termonucleare mai realizzato e che fu fatto esplodere nel 1952 nel corso dell'Operazione Ivy, aveva un peso di 90 tonnellate, il test Cherokee dimostrò che tutti gli sforzi di miniaturizzazione della bomba intrapresi nei quattro anni che trascorsero dal test Mike erano stati efficaci e che gli USA avevano la possibilità di sganciare la bomba all'idrogeno su un eventuale nemico.
Come detto, gli ordigni fatti detonare nel corso dell'Operazione Redwing furono singolarmente meno potenti di quelli dell'Operazione Castle, memori infatti dell'esperienza derivante da quest'ultima operazione, e in particolare dell'incidente occorso in occasione del test Bravo, in cui la potenza rilasciata dall'ordigno fu più di due volte superiore all'atteso e il cui fallout nucleare fu quindi molto più esteso del previsto, gli alti comandi statunitensi decisero di aumentare molto le precauzioni al riguardo, onde evitare l'esposizione alle radiazioni sia del proprio personale coinvolto nell'operazione che degli abitanti delle zone circostanti. Fu quindi deciso di limitare l'energia totale rilasciata dagli ordigni, controllando in particolar modo quella derivante dal processo di fissione nucleare. La maggior parte del fallout derivava infatti dalla fissione veloce dell'uranio naturale di cui era costituito il tamper che circondava il nocciolo e la capsula del combustibile di fusione, mentre il processo di fusione nucleare era un processo relativamente pulito. Inoltre, visto che in occasione del test Bravo la direzione del vento era stata uno degli elementi che avevano causato la ricaduta di materiale radioattivo nelle zone abitate lontano dal sito del test, si decise di rafforzare lo staff meteorologico della JTF7, il quale arrivò a contare circa 500 elementi, migliorando anche le stazioni meteo esistenti. Inoltre, presso i laboratori di Los Alamos e Lawrence Livermore furono realizzati modelli volti a prevedere il comportamento delle nuvole e quindi la ricaduta del materiale radioattivo disperso nell'atmosfera.
Sempre a causa di quanto accaduto nell'Operazione Castle e contrariamente a quanto era stato fatto a partire dal 1948 con l'Operazione Sandstone, con l'Operazione Redwing gli Stati Uniti d'America cominciarono di nuovo a diffondere ampie notizie riguardo ai test e al loro svolgimento, permettendo anche a un piccolo gruppo di reporter di assistere al secondo test della serie, il test Cherokee. Il tutto fu fatto per rassicurare l'opinione pubblica e internazionale, critica circa i pericoli derivanti dall'esplosione di ordigni così potenti, ed evitare si alimentassero ancora le teorie del complotto e la propaganda avversa ai test. Non solo, la presenza dei reporter allo svolgimento del test Cherokee, che, come detto, vide l'esplosione di un ordigno termonucleare lanciato da un aereo, fu anche utile a testimoniare definitivamente che gli USA erano dotati di una simile arma e che erano in grado di sganciarla.

## Test

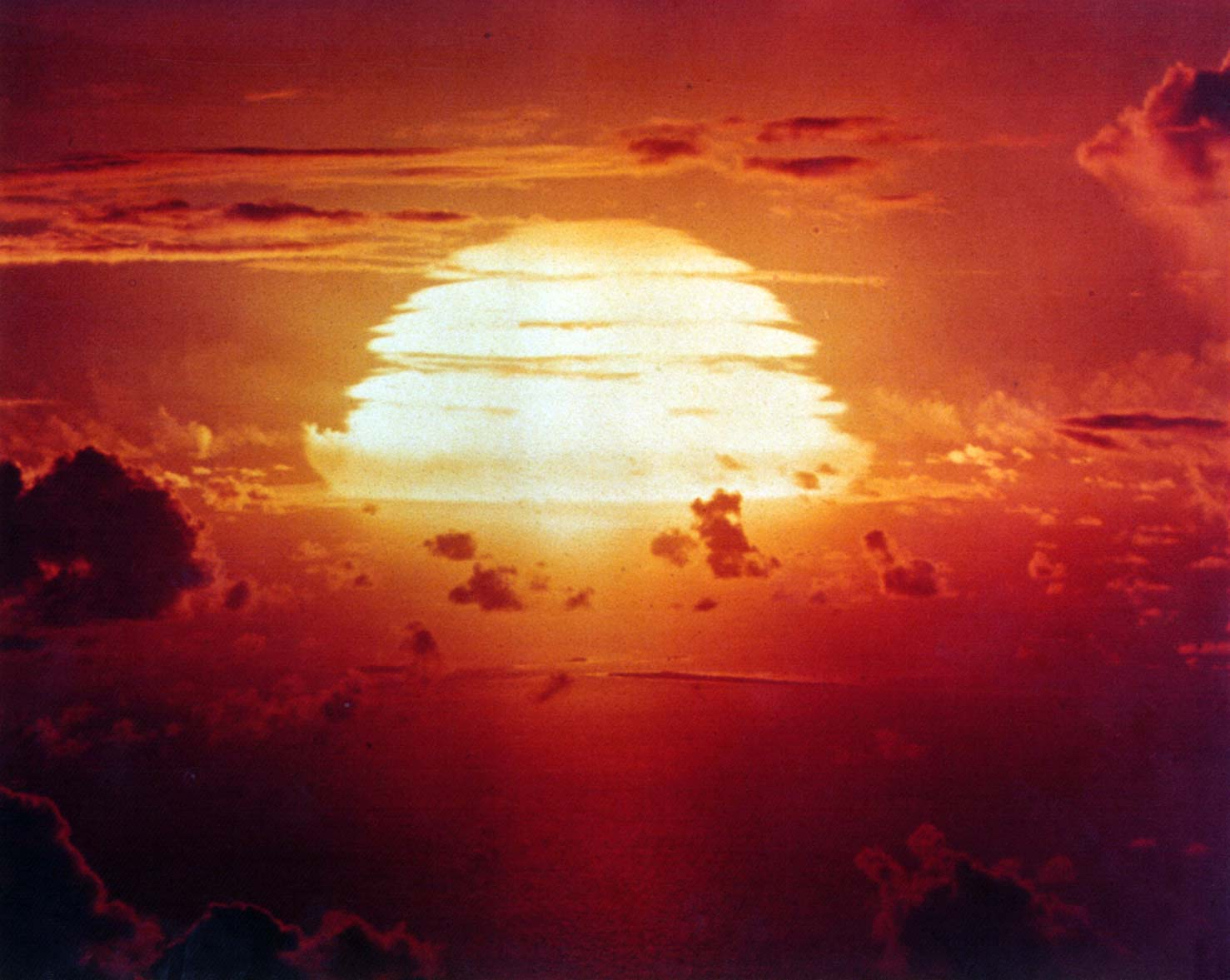
La detonazione del test Apache.

Nel caso dell'Operazione Redwing, tutti i test della serie furono chiamati con il nome di tribù di nativi americani.
 
Quasi tutti i test furono svolti poco prima dell'alba, questo perché gli esperimenti di misurazione dei raggi gamma necessitavano dell'oscurità ma i Boeing B-17 Flying Fortress radiocomandati utilizzati per raccogliere campioni delle nubi necessitavano della luce del giorno per poter essere pilotati a distanza.
| Nome      | Data e ora (UT)            | Fuso orario locale | Sito                                                     | Altitudine + quota | Modalità, Scopo                          | Tipo di ordigno                                                        | Potenza  | Fallout | Fonti                               | Note |
| --------- | -------------------------- | ------------------ | -------------------------------------------------------- | ------------------ | ---------------------------------------- | ---------------------------------------------------------------------- | -------- | ------- | ----------------------------------- | --- |
| Lacrosse  | 4 maggio 1956, 18:25:29,9  | MHT (12 ore)       | Runit (Yvonne), Enewetak 11.55392°N 162.34808°E          | 2 m + 5 m          | A terra, sviluppo di armi                | W39 da utilizzare come stadio primario nella bomba termonucleare TX-39 | 40 kt    |         | [ 3 ] [ 4 ] [ 5 ] [ 6 ] [ 7 ]       | Produsse un cratere di 130 m di diametro tutt'oggi visibile poco al largo dell'isola Runit, vicino a dove poi verrà realizzata la cupola Cactus. |
| Cherokee  | 20 maggio 1956, 17:50:38,7 | MHT (12 ore)       | Namu (Charlie), Bikini 11.73973°N 165.33985°E            | 0 + 1.320 m        | Caduta libera da aereo, sviluppo di armi | Bomba termonucleare TX-15-X1                                           | 3,8 Mt   |         | [ 4 ] [ 7 ] [ 5 ] [ 3 ] [ 8 ] [ 9 ] | Il primo ordigno termonucleare statunitense trasportabile. Un errore di rotta fece sì che la bomba fosse sganciata a circa 6,5 km di distanza dal punto previsto (Namu), ciò impedì anche la raccolta dei dati della detonazione e mise alcuni membri del personale militare di fronte a un'esplosione che essi si aspettavano di avere alle spalle. L'aeronautica identificò il colpevole nel tecnico di volo, l'aviere di prima classe Jackson H. Kilgore, che fu rimproverato. |
| Zuni      | 27 maggio 1956, 17:56:00,3 | MHT (12 ore)       | Eninmen (Tare), Bikini 11.50325°N 165.37049°E            | 2 m + 3 m          | A terra, sviluppo di armi                | Bomba termonucleare Mk-41 (conosciuta anche come B-41) Bassoon         | 3,5 Mt   |         | [ 4 ] [ 7 ] [ 5 ] [ 3 ]             | Primo test di una bomba a 3 stadi. La versione pulita avente un tamper in piombo e una potenza dovuta all'85% al processo di fusione; la versione sporca di questa bomba sarà poi utilizzata nel test Tewa. |
| Yuma      | 27 maggio 1956, 19:56:??   | MHT (12 ore)       | Aomon (Sally), Enewetak 11.61569°N 162.31935°E           | 2 m + 60 m         | Da torre, sviluppo di armi               | Bomba atomica da zaino Swift                                           | 0,190 kt |         | [ 4 ] [ 6 ] [ 7 ] [ 5 ] [ 3 ]       | La più piccola (130 mm di diametro) e leggera (44 kg) testata da difesa area sperimentata fino ad allora. Si trattava di un ordigno a fissione amplificata con configurazione a implosione lineare asimmetrica. Il test fu un insuccesso, poiché l'amplificazione delle fissione non funzionò a dovere. |
| Erie      | 30 maggio 1956, 18:15:29,3 | MHT (12 ore)       | Runit (Yvonne), Enewetak 11.53999°N 162.35793°E          | 2 m + 90 m         | Da torre, sviluppo di armi               | W28, stadio primario della bomba termonucleare TX-28C                  | 14,9 kt  |         | [ 4 ] [ 7 ] [ 5 ] [ 3 ]             | Era un ordigno a fissione amplificata. La "C" del nome TX-28C sta per "Clean", ossia "pulita". |
| Seminole  | 6 giugno 1956, 00:55:30,0  | MHT (12 ore)       | Bokon (Irene), Enewetak 11.67226°N 162.210367°E          | 2 m + 2 m          | A terra, sviluppo di armi                | W28, stadio primario della bomba termonucleare TX-28                   | 13,7 kt  |         | [ 4 ] [ 7 ] [ 5 ] [ 3 ]             | Fatta esplodere in una cisterna per l'acqua per simulare un test sotterraneo. Produsse un cratere di 201,2 x 9,8 m. |
| Flathead  | 11 giugno 1956, 18:26:00,1 | MHT (12 ore)       | Laguna Nord-Est, Bikini 11.6°N 165.4514°E                | 0 + 4,5 m          | Da chiatta, sviluppo di armi             | W28, stadio primario della bomba termonucleare TX-28S                  | 365 kt   |         | [ 4 ] [ 7 ] [ 5 ] [ 3 ]             | La "S" del nome TX-28S sta per "salted", letteralmente "salata". La bomba fu intenzionalmente creata per avere un fallout piuttosto sporco. |
| Blackfoot | 11 giugno 1956, 18:26:00,3 | MHT (12 ore)       | Runit (Yvonne), Enewetak 11.54598°N 162.35252°E          | 2 m + 60 m         | Da torre, sviluppo di armi               |                                                                        | 8 kt     |         | [ 4 ] [ 5 ] [ 3 ]                   | Piccolo prototipo di arma da difesa aerea. Utilizzava un sistema a implosione che formava una sfera di diametro estremamente ridotto: solo 290 mm. |
| Kickapoo  | 13 giugno 1956, 23:26:??   | MHT (12 ore)       | Aomon (Sally), Enewetak 11.61569°N 162.31935°E           | 2 m + 90 m         | Da torre, sviluppo di armi               | Bomba atomica da zaino Swallow                                         | 1,5 kt   |         | [ 4 ] [ 6 ] [ 7 ] [ 5 ] [ 3 ]       | Era una testata per la difesa aerea con meccanismo a implosione lineare. |
| Osage     | 16 giugno 1956, 01:13:53,1 | MHT (12 ore)       | Runit (Yvonne), Enewetak 11.54374°N 162.35408°E          | 0 + 210 m          | Caduta libera da aereo, sviluppo di armi | Testata nucleare XW-25                                                 | 1,7 kt   |         | [ 4 ] [ 7 ] [ 5 ] [ 3 ]             | Era una testata per la difesa aerea. |
| Inca      | 21 giugno 1956, 21:26:??   | MHT (12 ore)       | Rujoru (Pearl), Enewetak 11.62831°N 162.28828°E          | 2 m + 60 m         | Da torre, sviluppo di armi               | Testata nucleare XW-45 Swan                                            | 15,2 kt  |         | [ 4 ] [ 6 ] [ 7 ] [ 5 ] [ 3 ]       | Test di una testata nucleare tattica evolutasi poi nell'XW-45. |
| Dakota    | 25 giugno 1956, 18:06:00,2 | MHT (12 ore)       | Laguna Nord-Est, Bikini 11.6028°N 165.4514°E             | 0 + 2 m            | Da chiatta, sviluppo di armi             | Bomba termonucleare TX-28                                              | 1,1 Mt   |         | [ 4 ] [ 7 ] [ 5 ] [ 3 ]             | Il prototipo della XW-28C. Divenne il progetto più versatile e utilizzato negli Stati Uniti d'America, dal 1958 al 1990. |
| Mohawk    | 2 luglio 1956, 18:06:??    | MHT (12 ore)       | Ebiriru (Ruby), Enewetak 11.62717°N 162.29393°E          | 2 m + 90 m         | Da torre, sviluppo di armi               | Testata nucleare XW-45 Swan/Flute                                      | 360 kt   |         | [ 4 ] [ 6 ] [ 7 ] [ 5 ] [ 3 ]       | |
| Apache    | 8 luglio 1956, 18:06:00,2  | MHT (12 ore)       | Elugelab (Flora), Enewetak 11.66451°N 162.19446°E        | 0 + 2 m            | Da chiatta, sviluppo di armi             | Bomba termonucleare XW-27 Zither                                       | 1,9 Mt   |         | [ 4 ] [ 7 ] [ 5 ] [ 3 ]             | Stesso stadio primario del test Lacrosse; prototipo della testata XW-27 per i missili Regulus. |
| Navajo    | 10 luglio 1956, 17:56:00,3 | MHT (12 ore)       | Laguna Nord-Est, Bikini 11.68743°N 165.38263°E           | 0 + 6 m            | Da chiatta, sviluppo di armi             | Bomba termonucleare TX-21C                                             | 4,5 Mt   |         | [ 4 ] [ 7 ] [ 5 ] [ 3 ]             | L'energia rilasciata proveniva al 95% dal processo di fusione, rimase la detonazione nucleare più "pulita" di sempre fino al 1958. |
| Tewa      | 20 luglio 1956, 17:46:00,0 | MHT (12 ore)       | Yurochi alias Irioj (Dog), Bikini 11.67896°N 165.34042°E | 0 + 4,5 m          | Da chiatta, sviluppo di armi             | Bomba termonucleare Mk-41 (conosciuta anche come B-41) Bassoon Prime   | 5 Mt     |         | [ 4 ] [ 7 ] [ 5 ] [ 3 ]             | Fu la versione sporca della bomba Bassoon fatta detonare durante il test Zuni, da essa differiva solo per la composizione del tamper, qui realizzato in uranio naturale. |
| Huron     | 21 luglio 1956, 18:16:00,1 | MHT (12 ore)       | Elugelab (Flora), Enewetak 11.6719°N 162.3692°E          | 0 + 2 m            | Da chiatta, sviluppo di armi             | Testata termonucleare XW-50 Egg                                        | 250 kt   |         | [ 4 ] [ 7 ] [ 5 ] [ 3 ]             | Era una bomba termonucleare a due stadi, prototipo della XW-50. |

1. ↑  Gli Stati Uniti d'America, la Francia e il Regno Unito chiamano ogni loro singolo test con un nome in codice, mentre Unione Sovietica e Cina, salvo rari casi, non lo fanno, quindi i loro test sono identificati solo da numeri. Un trattino seguito da un numero indica un membro di un test a salve.
2. ↑  Per convertire l'ora universale in ora locale, si deve aggiungere alla prima il numero tra parentesi.
3. ↑  Nome del luogo e corrispettive coordinate. Nel caso di test missilistici, viene indicato il luogo di lancio del missile prima del luogo della detonazione. Mentre alcune località possono essere indicate con sicurezza, nel caso, ad esempio, di esplosioni in alta atmosfera, le indicazioni possono essere piuttosto inaccurate.
4. ↑  Con "altitudine" si intende l'altezza rispetto al livello del mare del terreno posto direttamente sotto l'esplosione, mentre con "quota" si intende la distanza tra tale punto e l'esplosione. Nel caso di test missilistici, il livello del terreno è indicato con "N/A". L'assenza di numeri o altre indicazioni sta a significare che il valore è sconosciuto.
5. ↑  L'energia liberata espressa in chilotoni e megatoni.
6. ↑  L'emissione nell'atmosfera circostante di neutroni pronti, laddove conosciuta. Se specificato, l'unico isotopo misurato è stato lo iodio-131, altrimenti significa che la ricerca è stata fatta per ogni isotopo.